# 斐济自治领
斐济（英語：Fiji），又称斐济自治领（Dominion of Fiji），是存在于1970年—1987年的独立国家。在此期间，斐济是一个英联邦内的自治领，英国女王伊丽莎白二世兼任斐济女王，作为斐济国家元首，由总督代表其行使权力。该国是斐济殖民地的继承者，于1970年10月从英国获得独立。在两次军事政变发生后的1987年10月6日，斐济废除君主制，改国名为“斐济共和国”。